# Primeira Batalha de Lâmia
A Primeira Batalha de Lâmia (209 a.C.) foi uma das mais importantes batalhas do conflito conhecido como Primeira Guerra Macedônica, entre as forças de Filipe V da Macedônia e da República Romana e seus aliados, Átalo I de Pérgamo e a Liga Etólia. 

## Batalha
Durante a primavera de 209 a.C., o rei Filipe V recebeu um pedido de ajuda da Liga Aqueia, que estava sendo atacada por Esparta e pela Liga Etólia. Em paralelo, chegaram até ele notícias que davam conta da nomeação de Átalo I como um dos líderes da Liga Etólia e de sua intenção de cruzar o mar Egeu para a Ásia Menor. Filipe marchou imediatamente para o sul da Grécia para lidar com a situação. Em Lâmia, na Tessália, encontrou um outro líder da Liga Etólia, o estratego Fírrias, que havia recebido reforços formados por auxiliares romanos e um pequeno contingente de Pérgamo. Filipe venceu a batalha e obrigou Fírrias a se retirar para o interior da muralha de Lâmia depois de infligir-lhe pesadas perdas.